# Can’t Take Me Home
Can’t Take Me Home ist das Debütalbum der US-amerikanischen Popsängerin Pink. Es wurde am 4. April 2000 in den USA und am 14. September in Großbritannien veröffentlicht.

## Hintergrund
Drei Lieder (There You Go, Most Girls und You Make Me Sick) wurden als Singles ausgekoppelt und erreichten großen Erfolg in den Charts, vor allem im englischsprachigen Raum (USA, Kanada, Großbritannien, Australien), während der Rest der Welt verhältnismäßig wenig Notiz von Pink nahm. Das Album selbst erreichte in den amerikanischen Billboard 200 Platz 26. Im Sommer des Jahres trat Pink als Supporting Act bei der „No-Strings-Attached“-Tour der Boygroup *NSYNC auf, was ihren Bekanntheitsgrad – zumindest in den USA – weiter steigerte. Produzenten, die am Album mitwirkten, waren unter anderem Kevin „She'kspere“ Briggs, Babyface, Kandi Burruss, Terence „Tramp Baby“ Abney, Daryl Simmons und Christopher Stewart. Pink beteiligte sich bei sieben Liedern des Albums als Co-Songwriterin. Im Gegensatz zu Pinks späteren Werken, enthält ihr Debütalbum Contemporary-R&B-Einflüsse in den Liedern. Später nahm Pink mehr einen Pop-Rock-orientierten Stil an. Sie erklärte, dass ihr die Promotion des Albums nicht gefallen habe, da sie nicht ihre musikalischen Einflüsse ausdrücken konnte.
You Make Me Sick war 2001 auf dem Soundtrack zum Film Save the Last Dance enthalten. Split Personality, das nicht als Single veröffentlicht wurde, war im Film The Princess Diaries (2001) zu hören, aber erschien nicht auf dem Soundtrack zum Film.

## Titelliste
1. Split Personality (Terence „Tramp-Baby“ Abney, Babyface, Alecia Beth Moore) – 4:01
2. Hell Wit Ya (Kevin „She’kspere“ Briggs, Kandi Burruss, D. Green, Alecia Beth Moore) – 2:58
3. Most Girls (Babyface, Damon Thomas) – 4:59
4. There You Go (Kevin „She’kspere“ Briggs, Kandi Burruss, Alecia Beth Moore) – 3:23
5. You Make Me Sick (B. Dimilo, Anthony President, M. Tabb) – 4:08
6. Let Me Let You Know (Neal Creque, S. Hall, C. Stewart, Robin Thicke) – 4:45
7. Love Is Such a Crazy Thing (Jason Boyd, Daron Jones, Michael Keith, Lamont 'Stro' Maxwell, Quinnes Parker, Marvin Scandrick, Courtney Sills) – 5:14
8. Private Show (K. Karlin, A. Martin, I. Matias, C. Schack, L. Schack) – 4:15
9. Can’t Take Me Home (Steve „Rhythm“ Clarke, Moore) – 3:39
10. Stop Falling (Will Baker, Alecia Beth Moore, Pete Woodruff) – 5:51
11. Do What U Do (J. Hollins, E. Lewis, K. Prather, M. Sinclair) – 3:58
12. Hiccup (Harold Frasier, D. Avant, Steve „Rhythm“ Clarke, Alecia Beth Moore) – 3:32
13. Is It Love (Steve „Rhythm“ Clarke, Moore, A. Phillips) – 3:38

Bonustitel
1. There You Go (Sovereign Mix) (Special UK Edition Bonus Track) (Kevin „She’kspere“ Briggs, Kandi Burruss, Alecia Beth Moore) – 6:20
2. Most Girls (X-Men Vocal Mix) (Special UK Edition Bonus Track) (Babyface, Damon Thomas) – 4:52

## Rezensionen
Stephen Thomas Erlewine von Allmusic verglich Can't Take Me Home mit TLCs Album Fanmail (1999), dem es sehr stark ähnle. Die Lieder seien sehr von den Produzenten beider Platten, L.A. Reid und Babyface geprägt. Sie nutzten einen treibenden Rhythmus als Basis dieser intelligenten Dance-Pop-Produktion und somit sei ein ähnlicher Sound entstanden wie auf TLCs Werk. Wenn Can't Take Me Home neben Fanmail verblasse, dann sei dies nicht Pinks Schuld, sondern auf den Vergleich mit einem modernen Klassiker zurückzuführen. Für sich betrachtet sei Pinks Debüt sehr stark und gut gelungen, falls es ohnehin schon nicht perfekt sei. Babyface bestimme mit seiner Produktion das ganze Album.

## Kommerzieller Erfolg

### Chartplatzierungen
| ChartsChartplatzierungen       | Höchstplatzierung | Wochen |
| ------------------------------ | ----------------- | ------ |
| Deutschland (GfK)              | 85 (4 Wo.)        | 4      |
| Vereinigte Staaten (Billboard) | 26 (59 Wo.)       | 59     |
| Vereinigtes Königreich (OCC)   | 13 (54 Wo.)       | 54     |

| ChartsJahrescharts (2000)      | Platzierung |
| ------------------------------ | ----------- |
| Vereinigtes Königreich (OCC)   | 67          |
| Vereinigte Staaten (Billboard) | 66          |

| ChartsJahrescharts (2001)      | Platzierung |
| ------------------------------ | ----------- |
| Vereinigte Staaten (Billboard) | 98          |

### Auszeichnungen für Musikverkäufe
| Land/Region                  | Auszeichnungen für Musikverkäufe (Land/Region, Auszeichnung, Verkäufe) | Verkäufe  |
| ---------------------------- | ---------------------------------------------------------------------- | --------- |
| Australien (ARIA)            | 2× Platin                                                              | 140.000   |
| Kanada (MC)                  | 2× Platin                                                              | 200.000   |
| Neuseeland (RMNZ)            | Platin                                                                 | 15.000    |
| Vereinigte Staaten (RIAA)    | 2× Platin                                                              | 2.000.000 |
| Vereinigtes Königreich (BPI) | Platin                                                                 | 473.000   |
| Insgesamt                    | 8× Platin ·                                                            | 2.828.000 |

Hauptartikel: Pink (Musikerin)/Auszeichnungen für Musikverkäufe